# برونيكون
كان برونيكون مؤتمرًا سنويًا للمعجبين يُعقد على الساحل الشرقي للولايات المتحدة لمحبي برنامج الرسوم المتحركة التلفزيوني مهرتي الصغيرة: الصداقة سحر، ومن بينهم المعجبون البالغون والمراهقون الذين يطلقون على أنفسهم اسم برونيز. وقع أحد عشر حدثًا حتى الآن، وكان آخرها والأخير في آب 2019 جذب 10215 مشاركًا. على الرغم من أنه كان من المقرر أصلاً أن يستمر حتى عام 2025،  فقد تم الإعلان عنه في الحفل الختامي لمؤتمر 2018 أن عام 2019 سيكون العام الأخير، متزامنًا مع الموسم الأخير من العرض.
تم تصميم برونيكون سابقًا باسم BroNYCon، حيث عقدت مؤتمراته الثلاثة الأولى في مدينة نيويورك. أسقطت رأس المال "NYC" لحدثها الرابع، الذي أقيم في سيكوكيس القريبة، نيو جيرسي. شهد حدث 2013 انتقال المؤتمر إلى بالتيمور، ماريلاند،  بالإضافة إلى تحول من مرتين في السنة إلى مرة واحدة في السنة. تم إنشاء كيان غير ربحي 501 (c) (3) ، لونار سوليس كورب. منذ ذلك الحين لتشغيل الاتفاقية وإدارة جهودها الخيرية.

## التاريخ

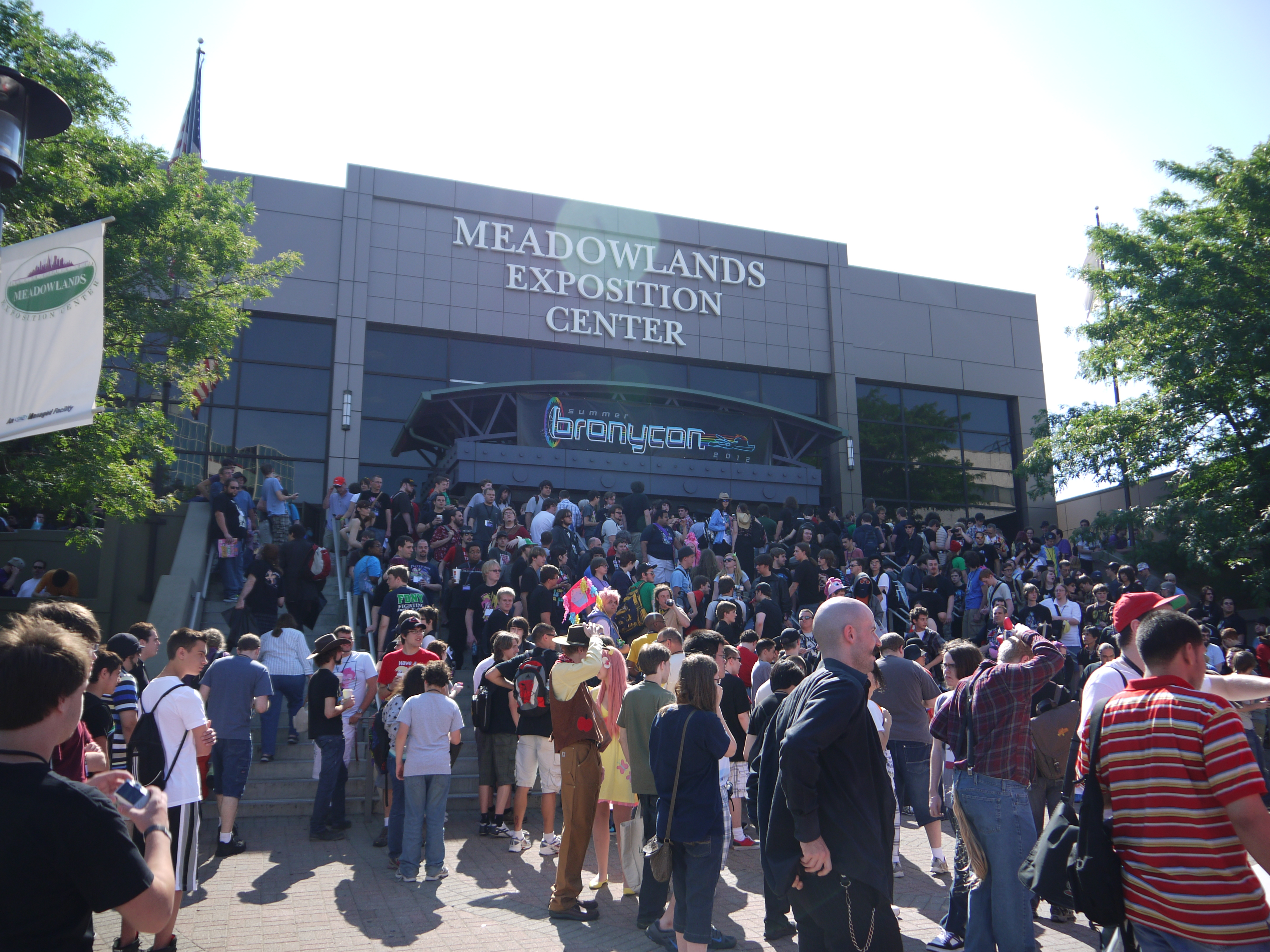
تجمع البرونيز خارج مركز ميدوولاندز إكسبوزيشن انتظار بدء المؤتمر في 30 كانون الثاني 2012

تم بث مهرتي الصغيرة: الصداقة سحر لأول مرة على ذا هاب في 10 تشرين الأول 2010، كجزء من نية هاسبرو للترويج للشبكة الوليدة وتسويق خطها الجديد من ألعاب مهرتي الصغيرة. على الرغم من النجاح الكبير الذي حققته المجموعة السكانية المستهدفة للفتيات الصغيرات وأولياء أمورهن،  فقد اجتذب جمهورًا غير متوقع من المعجبين المراهقين والبالغين، وخاصة الذكور، الذين نشأوا من لوحة الصور 4chan . المعجبة اعتمدت مصطلح «بروني»، كمجموعة من كلامة من «برو» و«بوني»، وأصبحت ثقافة تشاركية للغاية تمثل الإخلاص الجديد، وخلق عمل فني، خيال المعجبين والموسيقى والفيديوهات المزج، ووسائل الإعلام الأخرى. سعى مبدعو العرض، بما في ذلك المنتجون التنفيذيون لورين فاوست، وجايسون ثيسن، وكريستوف توفرسكي، والكتاب وممثلو الأصوات، وهاسبرو وذا هاب إلى احتضان مجتمع البرونيز، والتواصل علنًا مع المجتمع ووضع إيماءات خفية إلى المعجبة في المسلسل والملكية المرخصة.
كان أحد جوانب قاعدة المعجبين الأقدم هو إنشاء لقاءات محلية للتواصل الاجتماعي حول العرض وعناصر أخرى. نشأت برونيكون من اللقاءات المحلية في منطقة العاصمة نيويورك؛ تأسست في عام 2011 من قبل المعجبة جيسيكا بلانك («بوبرل تينكر»)، التي نظرت إلى حركة البرونيز على أنها «نسخة رجالية من النسوية». بعد نجاح «لقاء نيويورك للبرونز الافتتاحي» في ليتل إيطاليا في 28 أيار 2011، والذي حضره أكثر من 30 شخصًا،  أقيم أول مؤتمر برونيكون في وسط مانهاتن في حزيران 2011 وجذب 100 حاضر. الثاني، الذي عقد في أيلول 2011، كان قادرًا على تأمين المدير المشرف الحالي للمسلسل جايسون ثيسين كضيف، مما أدى إلى زيادة عدد المشاركين في الحدث إلى 300 شخص. المؤتمر الثالث، الذي عُقد في كانون الثاني 2012، ضم ثلاث ممثلات صوتيات من العرض، وجذب ما لا يقل عن 700 شخص، وتطلب الانتقال إلى مركز اجتماعات كبير.

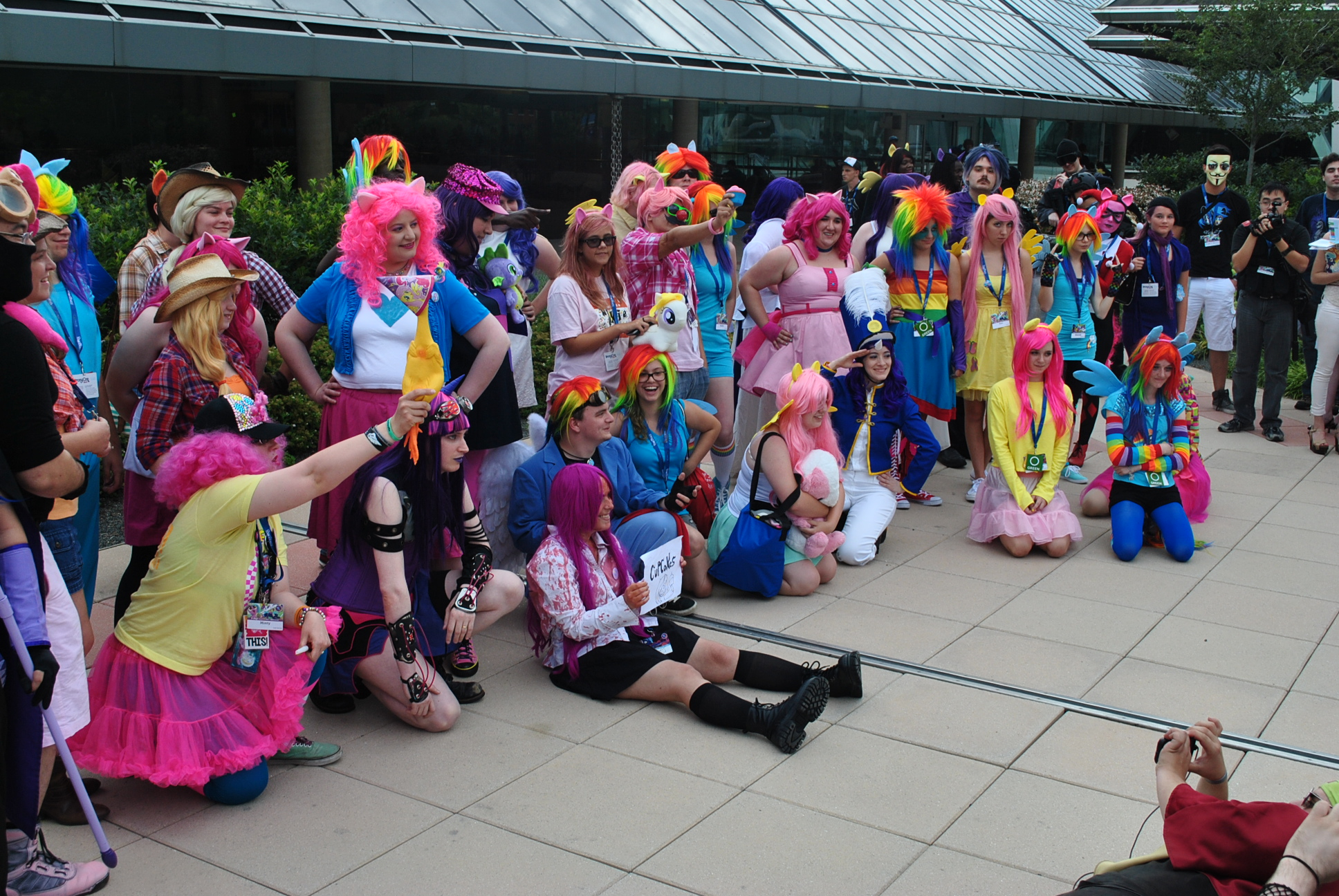
جلسات التصوير التنكرية للكوسبلاي، مثل هذه خلال مؤتمر 2014، سمة شائعة في برونيكون.

كان مؤتمر برونيكون الرابع، الذي عقد في 30 حزيران 2012 و 1 تموز 2012، قادرًا في وقت مبكر على ترتيب حضور العديد من الممثلين الصوتيين وكتاب العرض. كان الموظفون قادرين على ترتيب فاوست والممثل جون دي لانسي، الذي عبر عن الشرير ديسكورد في حلقتين، ليكونا ضيوف شرف. عند الإعلان عن هؤلاء الضيوف البارزين، ازداد الاهتمام بالمؤتمر بشكل حاد. نقل الموظفون الموقع إلى مركز معارض ميدولاندز في نيوجيرسي ووسّعوا الحدث على مدى يومين، مما سمح للمؤتمر باستيعاب أكثر من 4000 شخص، بينما لوحات البث المباشر لما يقدر بـ 3500 مشاهد إضافي.
انعقد مؤتمر برونيكون السادس في الفترة من 1 إلى 3 آب 2014 في بالتيمور، واستقطب أكثر من 9600 مشارك. تم عقد مؤتمر برونيكون السابع لعام 2015 في مركز مؤتمرات بالتيمور في الفترة من 7 إلى 9 آب 2015 واستقطب 10011 مشاركًا، بزيادة عن 2014. بحسب موقع «زيارة بالتيمور»، يقدر مجلس السياحة في المدينة أن برونيكون يجلب 5.5 مليون دولار من العائدات للشركات المحلية.
انعقد مؤتمر برونيكون الثامن في الفترة من 8 إلى 10 حزيران 2016 في بالتيمور وجذب 7,609 مشاركًا،  بانخفاض قدره 24٪ تقريبًا عن العام السابق. كان هذا الانخفاض متوقعًا من قبل موظفي برونيكون وعزى إلى حدوثه في حزيران، بدلاً من آب التقليدي. ومع ذلك، على الرغم من التأكيد على أن العودة إلى آب «ستصلح» الانخفاض في الحضور، فقد انعقد مؤتمر برونيكون التاسع في الفترة من 11 إلى 13 آب 2017، واستمر في الانخفاض، حيث استضاف 6319 مشاركًا،  انخفاضًا إضافيًا بنسبة 17٪ من في العام السابق؛ جلب الحدث ما يقدر بنحو 3٫5 مليون دولار أمريكيفي الإيرادات للمدينة، وفقًا لموقع «زيارة بالتيمور». أدى مؤتمر برونيكون العاشر وما قبل الأخير الذي استمر من 27 إلى 29 حزيران 2018 في بالتيمور إلى خفض عدد الحضور بشكل أكبر، حيث وصل إلى 5465 مشاركًا فقط وكان انخفاضًا بنسبة 14٪ تقريبًا مقارنة بالعام السابق.
على الرغم من الإعلان عبر تويتر في تشرين الأول 2014 أن برونيكون قد حددت التواريخ حتى عام 2025،  انتهى مؤتمر 2018 بالإعلان عن أن عرض 2019 سيكون آخر برونيكون. أشار رئيس برونيكون، شير غولدبرغ، إلى الحماس «المتلاشي» والرغبة في «ترك الجميع يتذكرون ما هو برونيكون في أفضل حالاته» كأسباب رئيسية لإنهاء الاتفاقية. للاحتفال بالحدث الأخير، تم تمديد المؤتمر إلى اليوم الرابع، الذي يمتد من 1 إلى 4 آب 2019، وتمكن من تأمين العديد من الضيوف بما في ذلك فاوست ومبتكرة العلامة التجارية مهرتي الصغيرة الأصلية بوني زاتشرل. على الرغم من أن الموظفين توقعوا فقط ما يقرب من سبعة إلى ثمانية آلاف من الحضور مع الجدول الزمني الموسع،  اجتذب حدث برونيكون الأخير في عام 2019 في نهاية المطاف 10215 مشاركًا، وهو أعلى نسبة حضور في تاريخها وزيادة بنسبة 87٪ تقريبًا عن العام السابق. نظرًا لمساحة المؤتمرات المحدودة، فإن برونيكون 2019 لديها حد قبول يبلغ 11000.

## شكل

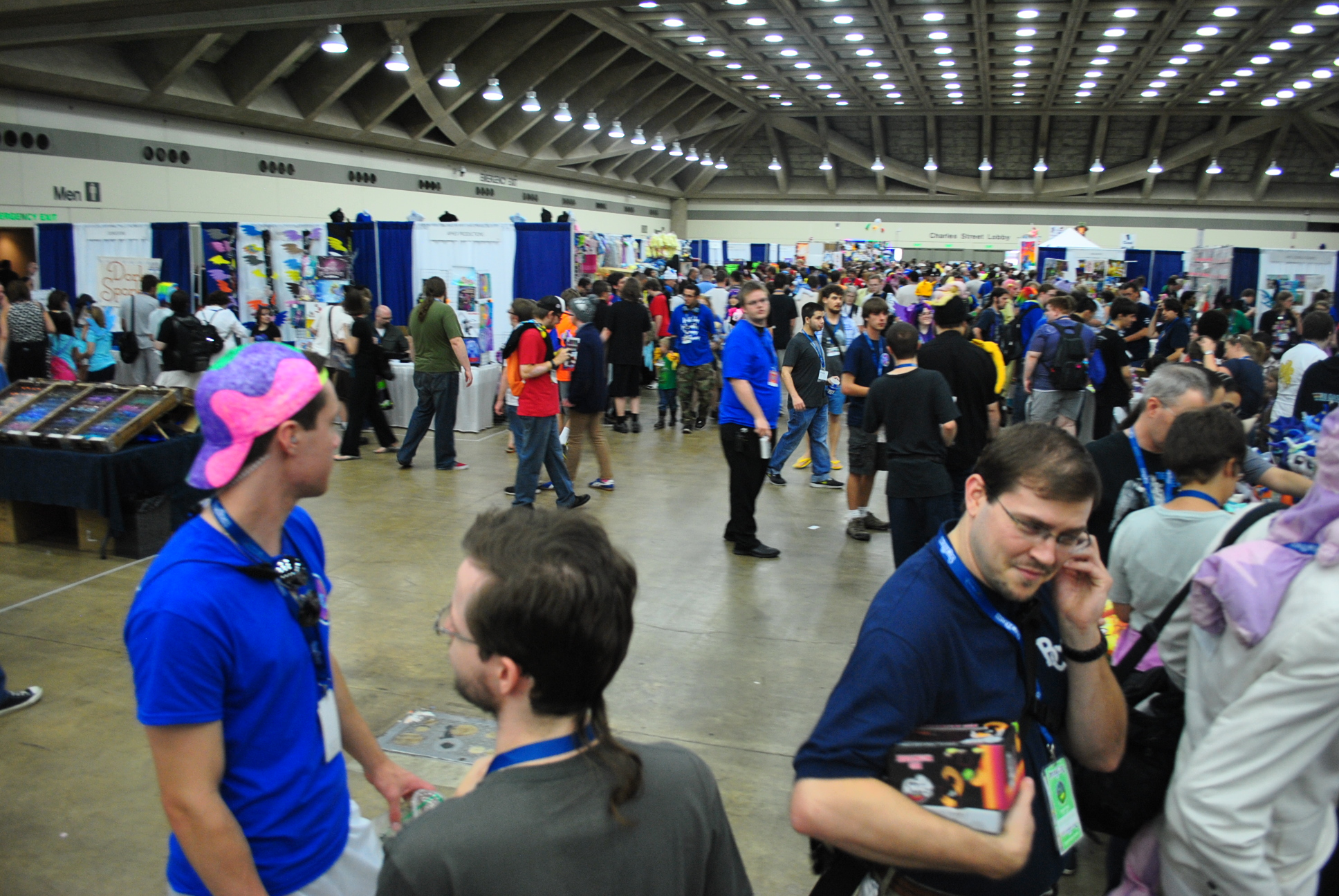
قاعة البائعين في مؤتمر برونيكون 2014، مع أكثر من 200 بائع مستقل يبيعون الأعمال الفنية اليدوية مهرتي الصغيرة: الصداقة سحر

منذ الانتقال من الأماكن الأصغر، قدم برونيكون ما يزيد عن مئة لوحة وأنشطة للحضور؛ العديد من اللوحات مخصصة لضيوف الشرف في المؤتمر ولكنها تتضمن لوحات وعروضًا تقديمية من أعضاء القاعدة الجماهيرية حول الفن والموسيقى والكتابة وإنتاج الفيديو والجوانب المجتمعية الأخرى. يحتوي المؤتمر أيضًا على عدد من غرف النشاط، مثل للفن، وألعاب الفيديو، الكوسبلايز، ومع تقديم لعبة بطاقات قابلة للتحصيل على أساس العرض وهي رسمية وأمكنة لمبارزات لمباريات البطاقات. وقد تضمن المؤتمر حفلاً موسيقياً على مدى ليلة أو ليلتين بعنوان «بروني بالوزا»، شارك فيه موسيقيون معجبون يقدمون أداءً للحضور، وفي بعض الأحيان انضم إليهم بعض ضيوف الشرف. تجذب الاتفاقية عددًا كبيرًا من البائعين المستقلين (أكثر من 200 في مؤتمر 2014، على سبيل المثال)، يبيعون الفن المصنوع يدويًا، جنبًا إلى جنب مع بائعي التجزئة المختارين مع بضائع مهرتي الصغيرة المرخصة.
تم تصميم المؤتمر ليكون صديقًا للعائلة، وكان أكثر من 10٪ من الحاضرين من الأطفال دون سن 14 عامًا والذين يستمتعون أيضًا بالعرض. في حين أن القاعدة الجماهيرية تميل إلى أن تتكون في الغالب من المعجبين الذكور (85٪ بناءً على استطلاع غير رسمي لعام 2013)، يجذب برونيكون أيضًا نسبة أكبر من المعجبين الإناث؛ 34٪ من الحاضرين في 2014 برونيكون كانوا من الإناث.

## الموقع والتواريخ
| تواريخ                         | موقعك                                                            | الحاضرين | ضيوف بارزون (بترتيب الإعلان) |
| ------------------------------ | ---------------------------------------------------------------- | -------- | --- |
| 25 يونيو 2011                  | ندوة ومركز المؤتمرات بمدينة نيويورك، وسط مانهاتن                 | 100      | كابال، مؤسس موقع RainbowDash.net |
| 24 سبتمبر 2011                 | الحي الصيني، مانهاتن                                             | 300      | شون "سيثيستو" سكوتيلارو، جايسن ثيسن |
| 7 يناير 2012                   | فندق بنسلفانيا، مدينة نيويورك                                    | 650      | آشلي بول، أندريا ليبمان، نيكول أوليفر، دانيال إنجرام، مهرتي الصغيرة: فريق تطوير القتال سحر، أليكس س. شون "سيثيستو" سكوتيلارو، فنانون معجبون جون جوسيكو، بيكسلكيتيز، إيغوفلاك                                                                                         |
| 30 يونيو 2012 - 1 يوليو 2012   | مركز Meadowlands Exposition ، Secaucus ، نيو جيرسي               | 4000     | لورين فاوست، جون دي لانسي، تارا سترونج، بيتر نيو، نيكول أوليفر، أندريا ليبمان، ميغان مكارثي، كاثي ويسلوك، لي توكار، آمي كيتنغ روجرز |
| 2-4 أغسطس 2013                 | مركز مؤتمرات بالتيمور وفندق هيلتون بالتيمور، بالتيمور، ماريلاند  | 8407     | آندي برايس، كاتي كوك، هيذر بريكل، نيكول أوليفر، لي توكار، كاثي ويسلوك، ميشيل كريبير، مادلين بيترز، إيمي كيتينغ روجرز، إم إيه لارسون، بريندا كريشلو، جي إم بيرو |
| من 1 إلى 3 أغسطس 2014          | مركز مؤتمرات بالتيمور، بالتيمور، ماريلاند                        | 9,607    | دانيال إنجرام، كازومي إيفانز، تابيثا سان جيرمان، أندريا ليبمان، هيذر بريكيل، توني فليكس، كاتي كوك، آندي برايس، تيري كلاسين، ريبيكا شويشت، سابرينا "سيبسي" ألبيرغيتي، جوش هابر، كلير كورليت، إيان جيمس كورليت، بيتر نيو، جنرال موتورز بيرو، "بيج" جيم ميلر، برنت هودج |
| من 7 إلى 9 أغسطس 2015          | مركز مؤتمرات بالتيمور، بالتيمور، ماريلاند                        | 10,011   | توني فليكس، نيكول أوليفر، أغنيس جاربوسكا، أندريا ليبمان، هيذر نوفر، كازومي إيفانز، آمي كيتنغ روجرز، مايكل دوبسون، جي إم بيرو، شارلوت فولرتون، آندي برايس، إم إيه لارسون، جون دي لانسي، كيلي شيريدان، كاثي ويسلوك                                                     |
| من 8 إلى 10 تموز (يوليو) 2016  | مركز مؤتمرات بالتيمور وفندق هيلتون بالتيمور، بالتيمور، ماريلاند  | 7,609    | توني فليكس، ميشيل كريبر، غابرييل براون، أندريا ليبمان، سارة ريتشارد، جي إم بيرو، تارا سترونج، آندي برايس، تابيثا سانت جيرمان، إنجريد نيلسون، إم إيه لارسون، آشلي بول، ديف بولسكي، جيريمي ويتلي، كيارا زاني، جين بليك                                                 |
| 11-13 آب (أغسطس) 2017          | مركز مؤتمرات بالتيمور وفندق هيلتون بالتيمور، بالتيمور، ماريلاند  | 6,319    | ميشيل كريبر ، دانيال إنجرام، كلير كورليت، غابرييل براون ، مادلين بيترز ، بريننا دروموند ، كاثي ويسلوك ، إيان جيمس كورليت ، بريان دروموند، كايل رايدوت ، فينسنت تونج، كيلي شيريدان، بلير بيترز ، توني فليك ، آندي برايس                                               |
| من 27 إلى 29 تموز (يوليو) 2018 | مركز مؤتمرات بالتيمور وفندق هيلتون بالتيمور ، بالتيمور، ماريلاند | 5,465    | جاي فوسجيت ، توني فليك ، سارة ريتشارد ، تابيثا سانت جيرمان، ميشيل كريبير ، غابرييل براون ، نيك كونفالون ، بيتر نيو، إنجريد نيلسون ، إيمي كيتنج روجرز، إم إيه لارسون ، لينا هول، بيل نيوتن ، ضيوف من المجتمع                                                          |
| 1 - 4 آب (أغسطس) 2019          | مركز مؤتمرات بالتيمور وفندق هيلتون بالتيمور ، بالتيمور، ماريلاند | 10,215   | أندريا ليبمان، بريت ماكيليب ، جيسون تيسين ، نيكول أوليفر، كاثي فيسيلوك ، توني Fleecs، أندي الأسعار ، سارة ريتشارد، ميتشيل كريبر ، غابرييل براون، ريبيكا شويشيه ، لورين فاوست، MA ارسون ، بوني زاشيرل ، الضيوف المجتمع                                                |

## الافلام الوثائقية

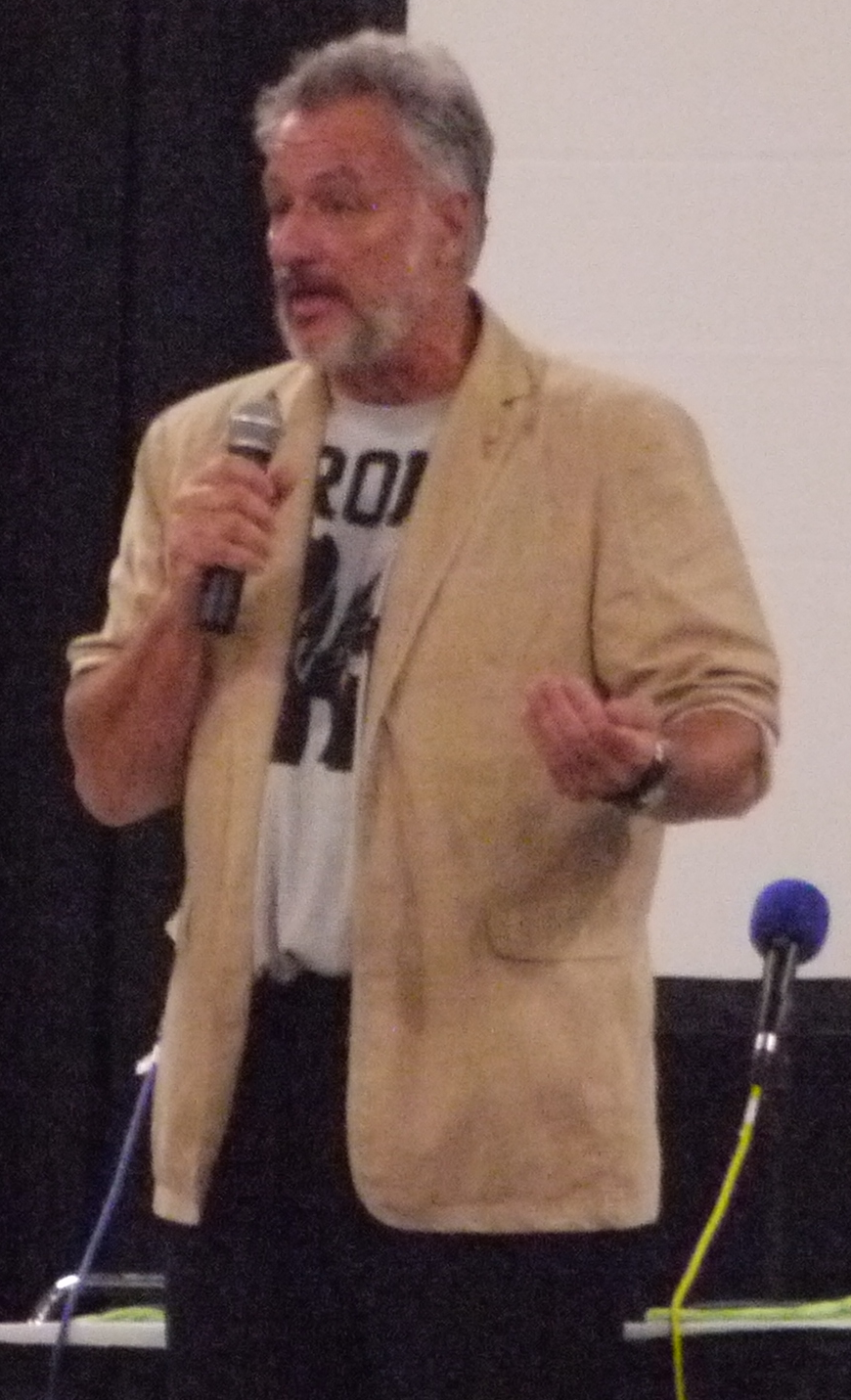
جون دي لانسي، يرتدي قميص "بروني"، يخاطب الحضور في برونيكون صيف 2012

اجتذب برونيكون انتباه صانعي الأفلام لتوثيق ظاهرة الرونيز. أحد هذه الأفلام الوثائقية هو البرونيز: المعجبون البالغون الغير المتوقعين لمهرتي الصغيرة. قبل مؤتمر برونيكون الرابع، بدأ صانع الأفلام الوثائقية مايكل بروكهوف مشروعًا ممولًا من كيك ستارتر لإنشاء فيلم وثائقي عن ثقافة البرونيز ليتم تصويره في المؤتمر، بعنوان مؤقت برونيكون: الفيلم الوثائقي. وانضم إليه الممثل جون دي لانسي الذي عبّر عن شخصية ديسكورد من أول حلقتين «عودة عناصر الإنسجام» من الموسم الثاني؛  كانت فاوست قد تصورت ديسكورد بناءً على دور دي لانسي السابق كيو من ستار تريك. لم يكن دي لانسي قد اعتبر في البداية أن الدور مهم، ولكن بعد بث الحلقة، اكتشف نفسه غارقًا في المعجبين المتحمسين للعرض الذين يمدحون أدائه. منذ ذلك الحين، أصبح مفتونًا بثقافة البرونيز، حيث قارنها بنمو المعجبين من سلسلة ستار تريك الأصلية ، ووقع ليكون منتجًا تنفيذيًا لهذا الفيلم الوثائقي.
سعى بروكهوف في البداية للحصول على 60 ألف دولار لإنشاء الفيلم الوثائقي ولكن تم تحقيق ذلك بسرعة. قام بروكهوف بتعديل الهدف جزئيًا، متطلعًا إلى تأمين 200.000 دولار، مما سيسمح له بالتصوير في منازل معجبي العرض وفي أماكن أخرى خارج المؤتمر، وإحضار كل من فاوست وسترونج كمنتجتين تنفيذيتين مشاركتين إلى جانب دي لانسي. تم تحقيق هذا الهدف أيضًا قبل نهاية فترة التعهد بوقت طويل، وبالتالي تم تحديد هدف إضافي بقيمة 280 ألف دولار للسماح لصانعي الأفلام بالحصول على تغطية إضافية في مؤتمرين أوروبيين (غالاكون في ألمانيا وباك في المملكة المتحدة) وأداء أكثر عن بُعد تغطية جوانب معينة من الثقافة السمكية. انتهت حملة التمويل بأكثر من 340.000 دولار من التعهدات، مما يجعله ثاني أكبر مشروع قائم على الأفلام يتم تمويله في كيك ستارتر.
أعلن بروكهوف وفريقه عن خطط لإعادة إصدار الفيلم الوثائقي بمحتوى إضافي بعد صدوره إلى داعمي كيك ستارتر في حزمة فيلم، برونيز، والتي ستكون متاحة للجمهور من خلال واجهات البيع بالتجزئة والمتاجر الرقمية وكذلك للعروض في مهرجانات الأفلام، اكتمل بحلول عام 2013. بعد العرض الأولي في إكوستريا آل آي في لوس أنجلوس في أوائل تشرين الثاني 2012، اختار المنتجون تغيير عنوان الفيلم إلى البرونيز: المعجبون البالغون الغير متوقعين لمهرتي الصغيرة، مما يعكس النطاق الأكبر للمشروع.
فيلم وثائقي منفصل، حكاية بروني، هو إنتاج كندي أمريكي من إخراج برنت هودج. بعد التعاون مع فرقتها هاي أوشن في CBC راديو 3، قابلت هودج الممثلة الصوتية في فانكوفر آشلي بول. عندما أخبرت آشلي برنت عن رسائل البريد الإلكتروني التي كانت تتلقاها من المعجبين الذين أطلقوا على أنفسهم اسم «بروني»، بدأ هودج الإنتاج على الفور. يركز الفيلم على ظاهرة البرونيز كما تتابع تجربة آشلي بول، إحدى الممثلات الصوتيات في البرنامج، حيث تتلقى دعوة إلى برونيكون في كانون الأول 2012 وتقرر الحضور. تم عرض الفيلم لأول مرة في 2014 مهرجان تريبيكا السينمائي حيث تلقى اشادة من النقاد وتلقى إصدارًا مسرحيًا في 8 تموز 2014. حصل الفيلم على إشادة من النقاد، حيث حصل على تقييم 89٪ على موقع روتن توميتوز وهو متاح حاليًا من خلال التنزيلات الرقمية ودي في دي وبلو راي.
«بدون التمويل الجماعي. التمويل الذاتي من خلال أفلام هودجي. لقد بدأ كمجرد مشروع ممتع أردت أن أفعله وتضاعف حقًا وتحول إلى شيء مهم. أنا صديق جيد للموضوع الرئيسي مع آشلي بول، لذا لا يجب أن يكون التصوير بهذه الصعوبة. كنا نتسكع ونصنع الأشياء. لم أستطع انتظار أي تمويل أو حتى وقت لملء النماذج الخاصة بطلبات المنح. لم أكن أريد أن يكون لأي شخص آخر رأي في التخطيط لهذا،» هذا ما قاله هودج في مقابلة مع إنديواير.
تم عرض برونيكون لعام 2014 في حلقة الموسم 4 من إيه إم سي في رجال الكتاب الهزلي.

ظهرت بطولة برونيكون لعام 2015 على شبكة WWE في سلسلة «شبكة دابليو دابليو إي صدمة» التي استضافها كوري جريفز، بطل بطولة الفرق الثنائي إن إكس تي السابق (مع أدريان نيفيل) والمنافس الأول في بطولة إن إكس تي. ظهر برونيكون لعام 2015 أيضًا في برنامج القناة الرابعة عالم الغرائب الذي تم بثه في 23 أيلول 2015.

## روابط خارجية
- الموقع الرسمي